# Jack Stewart
Jack Stewart (Torrance, 29 maggio 1983) è un ex calciatore statunitense, di ruolo difensore.

## Carriera

### Club
Stewart giocò per Chicago Fire e Real Salt Lake, per poi passare ai norvegesi del Moss. Non scese mai in campo con questa maglia, così come con quella del Nybergsund-Trysil.
Tornò poi negli Stati Uniti e giocò per Carolina RailHawks e Minnesota Stars. Nel 2011 ritornò a giocare anche nella Major League Soccer, nelle file di Dallas. Nel 2012 è in forza ai Fort Lauderdale Strikers.